# Flecha Valona 1970
 Eric De Vlaeminck (Flandria - Mars)
La Flecha Valona 1970 se disputó el 19 de abril de 1970, y supuso la edición número 34 de la carrera. El ganador fue el belga Eddy Merckx. Los también belgas Georges Pintens y Eric De Vlaeminck fueron segundo y tercero respectivamente.  

## Clasificación final
| Pos. | Ciclista              | Equipo                   | Tiempo   |
| ---- | --------------------- | ------------------------ | -------- |
| 1    | Eddy Merckx           | Faema-Faemino            | 5h49'00" |
| 2    | Georges Pintens       | Dr. Mann-Grundig         | a 53"    |
| 3    | Eric De Vlaeminck     | Flandria-Mars            | a 1'06"  |
| 4    | Roger Rosiers         | Bic                      | m.t.     |
| 5    | Daniel Van Rijckeghem | -                        | m.t.     |
| 6    | Frans Verbeeck        | Geens-Watney-Diamant     | m.t.     |
| 7    | Jan Krekels           | Caballero-Laurens        | m.t.     |
| 8    | Jean-Pierre Monseré   | Flandria-Mars            | m.t.     |
| 9    | André Dierickx        | Flandria-Mars            | m.t.     |
| 10   | Raymond Poulidor      | Fagor-Mercier-Hutchinson | m.t.     |